# Унучко, Василий Романович
Василий Романович Унучко (15 августа 1935 — 18 апреля 1996, Москва, Россия) — советский и российский военачальник, генерал-лейтенант артиллерии, лауреат Государственной премии РСФСР.

## Биография

Могила Унучко на Кунцевском кладбище Москвы.

Василий Романович Унучко родился 15 августа 1935 года. Окончил Калининградское артиллерийское училище, после чего служил в частях Ракетных войск стратегического назначения, входивших в состав Группы советских войск в Германии, Киевского военного округа. 15 марта 1984 года Унучко Приказом Министерства обороны СССР был назначен начальником Государственного испытательного полигона «Эмба-5», располагавшегося на территории Мугалжарского и Шалкарского районов Актюбинской области Казахской ССР, продолжал свою службу и после распада СССР и получения Казахстаном независимости.
Два раза избирался депутатом Актюбинского областного Совета депутатов трудящихся. В 1993 году Унучко была присуждена Государственная премия Российской Федерации в области науки и техники. 5 ноября 1995 года Приказом Министерства обороны Российской Федерации он был уволен в отставку в звании генерал-лейтенанта. Проживал в Москве. Скончался 18 апреля 1996 года, похоронен на Кунцевском кладбище Москвы.
Был также награждён орденами Красной Звезды и «За службу Родине в Вооружённых Силах СССР» 3-й степени, рядом медалей.